# Seoul Land
Seoul Land (tiếng Hàn:서울랜드) là công viên giải trí chủ đề đầu tiên của Hàn Quốc, với một cảnh quan đẹp được bao quanh bởi núi Cheonggyesan. Seoul Land có khu vực gọi là 'Square World', nơi có các kiến trúc truyền thống dân gian và các đồ vật dân gian từ khắp nơi trên thế giới. Triều Tiên truyền thống được trưng bày tại khu vực Đồi Samcheonri, ranh giới phía tây tại Model Land, và Miền đất kỳ diệu. Có năm khu vực dựa trên các chủ đề tạo nên Seoul Land. Seoul Land có 40 rollercoasters như Tàu không gian, Hố Đen 2000, Tàu Ngân Hà, Cưỡi sóng tốc độ, Thảm thần, Nhà hát mạo hiểm, Nhà hát, Miền đất truyện cổ tích.
Seoul Grand Park nằm trên một khu vực rất lớn và tổ chức các lễ hội khác nhau cho mỗi mùa trong năm. Lễ hội hoa tulip được tổ chức từ tháng tư-tháng năm; các Starlight Rose Festival từ tháng bảy-tháng tám, các lễ hội hoa cúc từ tháng chín-Tháng mười; và Light Snow Festival từ Tháng Mười Hai-Tháng Hai.
Seoul Land là một điểm đến phổ biến vì nó cũng chứa Seoul Grand Park, Forest Bath Resort, Trung tâm Nghệ thuật hiện đại Quốc gia Nghệ thuật hiện đại và các khu vực khác gần đó.